# Roßbrunn (Waldbüttelbrunn)
Roßbrunn (auch Rossbrunn) ist ein Gemeindeteil der Gemeinde Waldbüttelbrunn im unterfränkischen Landkreis Würzburg in Bayern.

## Geographie
Das Pfarrdorf Roßbrunn liegt auf 241 m ü. NHN an der Kreisstraße WÜ 19 zwischen Uettingen und Mädelhofen. Nördlich liegt das Dorf Greußenheim, östlich befindet sich Hettstadt, noch östlicher Waldbüttelbrunn, südöstlich Eisingen und südwestlich Helmstadt. Durch den Ort fließt der Aalbach. Im Norden verläuft die Bundesstraße 8 und im Süden die Bundesautobahn 3.

## Geschichte
Roßbrunn wurde bereits im 12. Jahrhundert erwähnt. Damals, im Jahr 1160, kam das Dorf zum Kloster Oberzell und wurde „Ruochesbrunnen“ genannt. Bereits im 13. Jahrhundert setzte sich der Name Roßbrunn durch. Während des Mittelalters wurde das Dorf von Hettstadt aus kirchlich betreut, erst 1545 stieg es zur Filiale der Pfarrei auf. Bis 1612 war die Dorfherrschaft in den Händen der Grafen von Wertheim vereint, ehe das Hochstift Würzburg neuer Herr wurde.
Nach der Säkularisation und der Auflösung des Stiftes zu Beginn des 19. Jahrhunderts wurde Roßbrunn, gemeinsam mit dem benachbarten Weiler Mädelhofen, bayerische Landgemeinde. 1831 wurde die Gemeinde Pfarrei. Die einflussreiche Posthalterfamilie Horn sorgte im Jahr 1868 für den Bau der heutigen Pfarrkirche. Zwei Jahre zuvor war es im Deutschen Krieg nahe dem Ort zu einem Gefecht zwischen preußischen und bayerischen Truppen gekommen.
Am 1. Mai 1978 wurde Roßbrunn im Zuge der Gebietsreform in Bayern zusammen mit Mädelhofen Teil der Gemeinde Waldbüttelbrunn im Landkreis Würzburg.

## Baudenkmäler

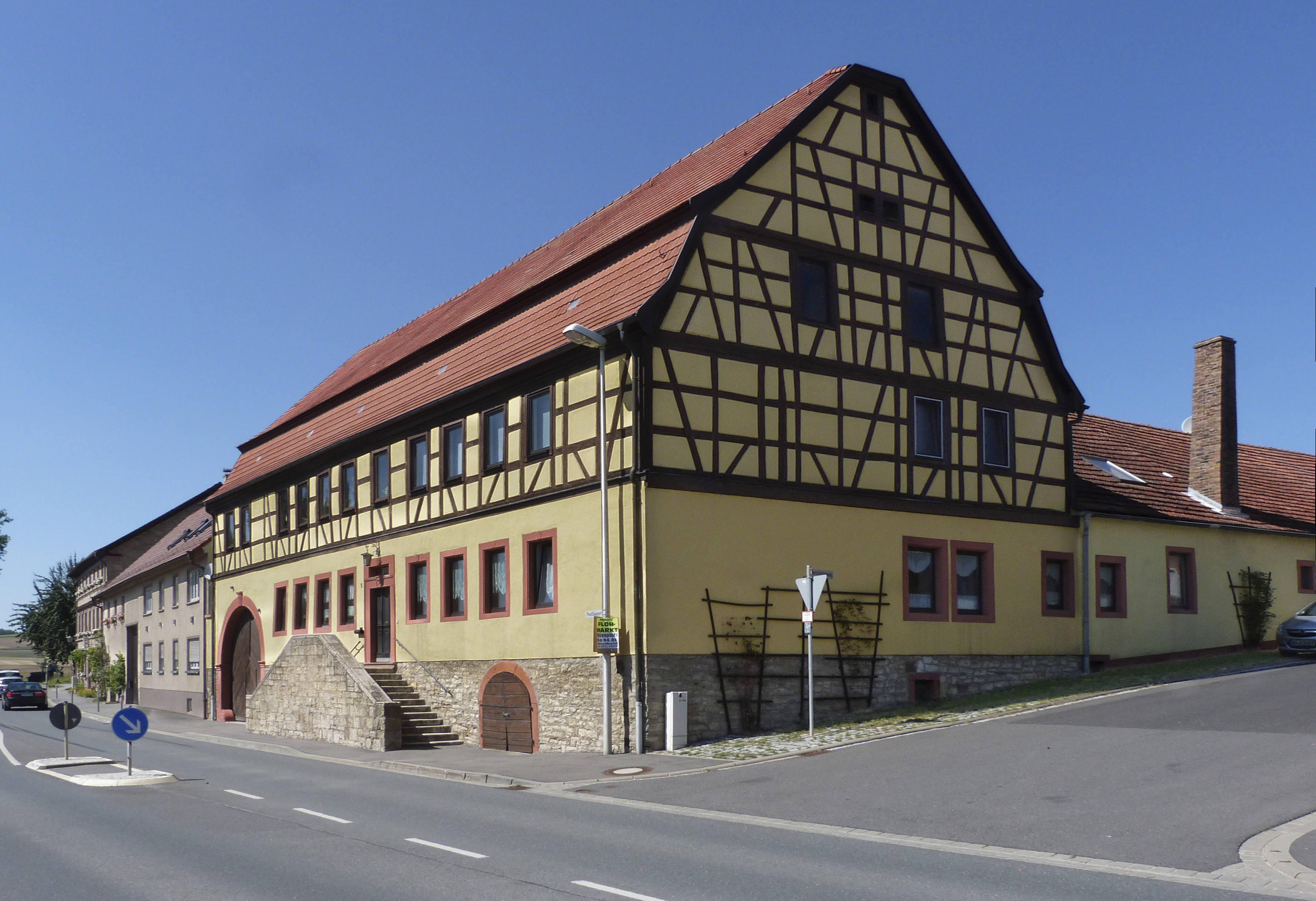
Die alte Poststation in Roßbrunn

Den Mittelpunkt des Dorfes bildet die katholische Pfarrkirche St. Joseph. Sie entstand im Jahr 1868 im neugotischen Stil und wurde als Saalbau mit eingezogenem Chor und einem Fassadenturm auf der Westseite errichtet. Innen ist die Ausstattung überwiegend neugotisch geprägt. Bereits 1853 war außerhalb des Dorfes eine kleine Kapelle aus Bruchsteinmauerwerk mit Satteldach entstanden.
An die wichtige Poststation, die lange Zeit im Dorf bestand und deren Gebäude noch im Nordteil des Ortes (an der B8) steht, erinnern auch die Reste der  Alten Postbrücke aus der Mitte des 18. Jahrhunderts. Neben einigen weiteren Gebäuden aus dem 18. Jahrhundert haben sich viele Bildstöcke und Kleindenkmäler auf der Flur des Dorfes erhalten.